# 鄉野地蟹
鄉野地蟹（學名：Gecarcinus ruricola）是地蟹屬的一個種，發現於古巴和整個安的列斯群島。

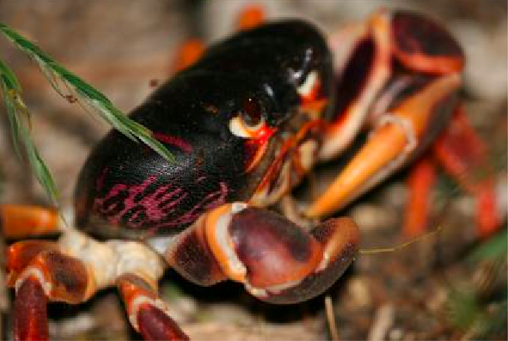
鄉野地蟹

鄉野地蟹共有黑、紅、黃、綠四種顏色，甲寬可達12釐米。壽命可達10年。

## 與人類的關係
鄉野地蟹數量極多，聖卡塔利娜島上的種群數量一度達到每平米0.4隻，但由於人類的捕捉，其數量有所下降。它曾出現在坦桑尼亞和烏干達的貨比上。